# Cullicudden
Cullicudden (Schots-Gaelisch: Cùl a' Chudainn) is een dorp op de zuidelijke oever van de Cromarty Firth ongeveer 3 kilometer ten noordoosten van Dingwall in de Schotse lieutenancy Ross and Cromarty in het raadsgebied Highland.